# Maryann Plunkett

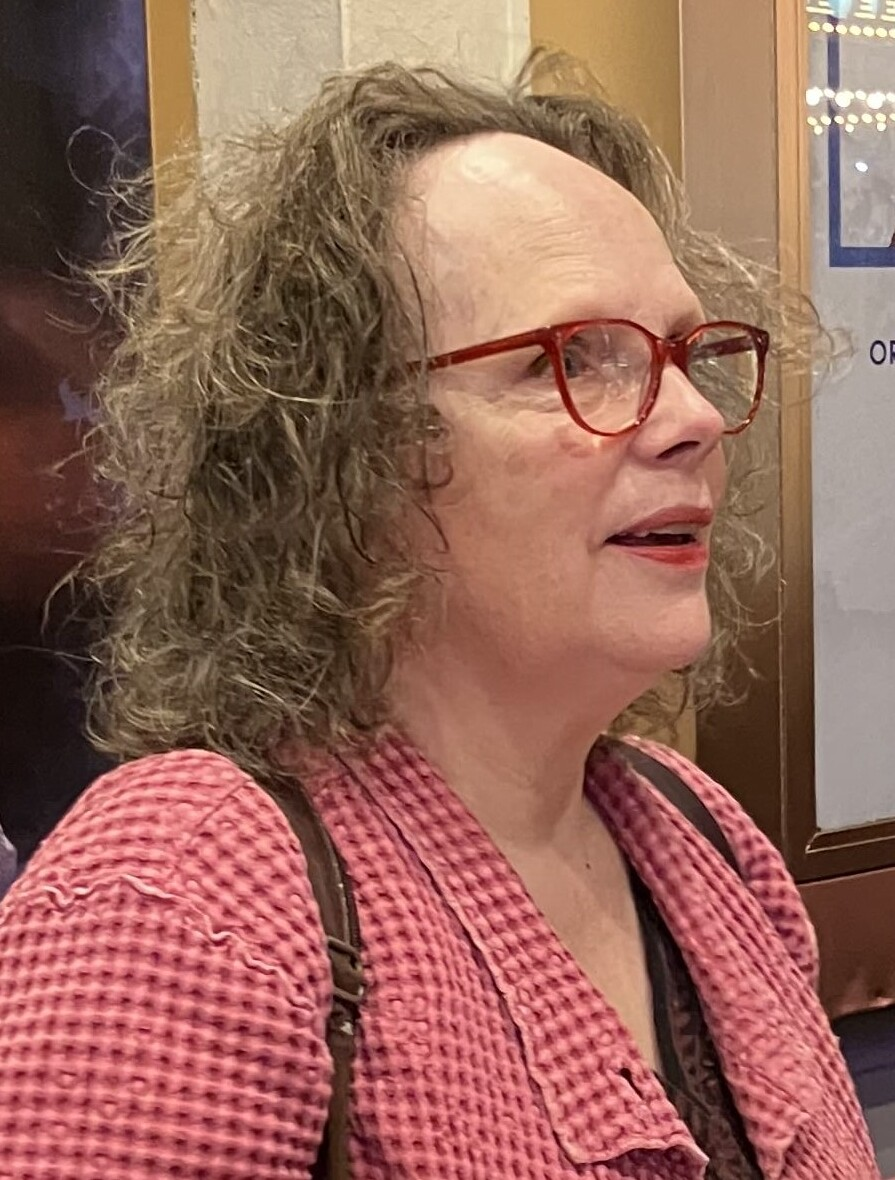
Maryann Plunkett

Maryann Plunkett (* 1953 in Lowell, Massachusetts) ist eine US-amerikanische Film-, Fernseh- und Theaterschauspielerin.

## Leben
Plunkett absolvierte die University of New Hampshire und war 1976 Gründungsmitglied der Portland Stage Repertoire-Gruppe in Maine. Ihr professionelles Bühnendebüt erlebte sie in Albert Ramsdell Gurneys Scenes From an American Life. Danach trat sie im Broadway auf, wo sie erst als Ersatz für Amanda Plummer die Agnes in Agnes of God verkörperte und dann für Bernadette Peters 1985 die Rolle der Dot in Sunday in the Park with George übernahm. 1986 spielte sie die Hauptrolle Sally Smith in Me and My Girl, wofür sie 1987 als Beste Hauptdarstellerin in einem Musical neben einer Drama-Desk-Award-Nominierung einen Tony Award bekam. Sie gehörte zu Tony Randalls National Actors Theatre Unternehmen, für das sie in mehreren Broadway-Stücken erschien, so 1991 in der Wiederaufführung von Arthur Millers Hexenjagd, in der sie die Elizabeth Proctor an der Seite von Martin Sheen als John Proctor mimte, 1992 als Marcelle Paillardin in Georges Feydeaus und Maurice Desvallières’ A Little Hotel on the Side, als Kaja Fosli in Henrik Ibsens The Master Builder und als Masha in Anton Chekhovs The Seagull sowie 1993 als Joan in Bernard Shaws Saint Joan. In der Broadway-Aufführung von Robert Bolts A Man for All Seasons war sie 2008 als Alice More zu sehen. 2013 erhielt sie für ihr Wirken in dem Off-Broadway-Stück Sorry eine weitere Drama-Desk-Award-Nominierung als Beste Nebendarstellerin in einem Schauspiel.
Als Film- und Fernsehschauspielerin spielte sie unter anderem in den Filmen Claire Dolan (1998), Center Stage (2000), Blue Valentine (2010), Fairhaven (2012), Mad (2016) und Youth in Oregon (2016). Zu den Fernsehserien, in denen sie auftrat, gehören Miami Vice (1984), Raumschiff Enterprise – Das nächste Jahrhundert (1991), in der sie in der Folge Der unbekannte Schatten Lt. Cmdr. Susanna Leijten verkörperte, Law & Order (1996–2002), Rubicon (2010), House of Cards (2013–2014) und The Gabriels: Election Year in the Life of One Family (2017).
Seit Oktober 1991 ist sie mit dem Schauspieler Jay O. Sanders verheiratet, mit dem sie sie einen Sohn hat.

## Filmografie
- 1984: Miami Vice (Fernsehserie, eine Folge)
- 1985: American Playhouse (Fernsehserie, eine Folge)
- 1989: Hawk (Fernsehserie, eine Folge)
- 1989: The Littlest Victims (Fernsehfilm)
- 1990: Matlock (Fernsehserie, eine Folge)
- 1990: L.A. Law – Staranwälte, Tricks, Prozesse (L.A. Law, Fernsehserie, eine Folge)
- 1991: Raumschiff Enterprise – Das nächste Jahrhundert (Star Trek: The Next Generation, Fernsehserie, Folge 4x18: Der unbekannte Schatten)
- 1991: Belüge mich nicht (Deception: A Mother’s Secret, Fernsehfilm)
- 1992: Stumme Verzweiflung (Breaking the Silence, Fernsehfilm)
- 1995: Mord ist ihr Hobby (Murder, She Wrote, Fernsehserie, eine Folge)
- 1996–2002: Law & Order (Fernsehserie, 3 Folgen)
- 1997: Fools Rush In – Herz über Kopf (Fools Rush In)
- 1998: Claire Dolan
- 2000: Center Stage
- 2005: Der Tintenfisch und der Wal (The Squid and the Whale)
- 2006: The Night Listener – Der nächtliche Lauscher (The Night Listener)
- 2009: Peter and Vandy
- 2010: Company Men (The Company Men)
- 2010: Blue Valentine
- 2010: Damages – Im Netz der Macht (Damages, Fernsehserie, eine Folge)
- 2010: Good Wife (The Good Wife, Fernsehserie, eine Folge)
- 2010: Rubicon (Fernsehserie, 2 Folgen)
- 2012: Fairhaven
- 2013: Law & Order: Special Victims Unit (Fernsehserie, eine Folge)
- 2013: The Blacklist (Fernsehserie, eine Folge)
- 2013–2014: House of Cards (Fernsehserie, 3 Folgen)
- 2014: That Hopey Changey Thing (Fernsehfilm)
- 2014: Sweet and Sad (Miniserie)
- 2014: Regular Singing (Miniserie)
- 2015: True Story – Spiel um Macht (True Story)
- 2015: OM City (Fernsehserie, 2 Folgen)
- 2015: Die gesammelten Peinlichkeiten unserer Eltern in der Reihenfolge ihrer Erstaufführung (The Family Fang)
- 2015: The Knick (Fernsehserie, eine Folge)
- 2016: If We Must Die (Kurzfilm)
- 2016: Mad
- 2016: Youth in Oregon
- 2017: The Gabriels: Election Year in the Life of One Family (Miniserie, 3 Folgen)
- 2019: Der wunderbare Mr. Rogers (A Beautiful Day in the Neighborhood)
- 2019: Little Women
- 2019–2020: Manifest (Fernsehserie, 5 Folgen)
- 2020: Tapes (Kurzfilm)
- 2020: Real Talk (Kurzfilm)
- 2021: Actor Trade's Virtual Table Read Series (Fernsehserie, eine Folge)

## Auszeichnungen und Nominierungen
- 1987: Tony Award als Beste Hauptdarstellerin in einem Musical für Me and My Girl[3]
- 1987: Drama-Desk-Award-Nominierung als Beste Hauptdarstellerin in einem Musical für Me and My Girl[3]
- 1993: Outer-Critics-Circle-Nominierung als Beste Hauptdarstellerin in einem Schauspiel für Saint Joan[4]
- 2013: Drama Desk Award, Nominierung als Beste Nebendarstellerin in einem Schauspiel für Sorry[4]
- 2014: New York Drama Critics’ Circle Award in der Kategorie „Special Citation“ für The Apple Family Plays[4]